# 河村光陽
河村 光陽（かわむら こうよう、本名：河村直則、1897年8月23日 - 1946年12月24日）（49歳没）は、昭和期の戦前から戦中にかけて活躍した作曲家。長女は歌手の河村順子。

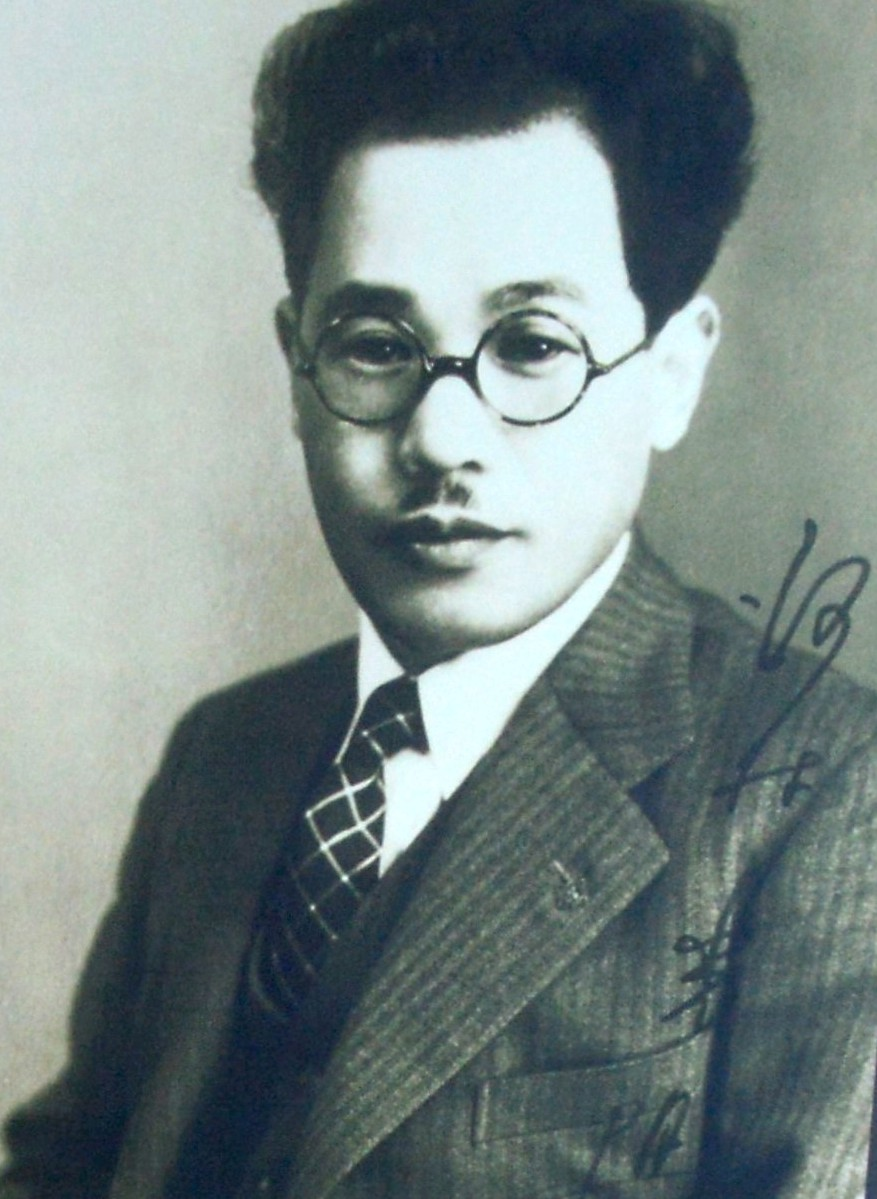
河村光陽

## 経歴
1897年（明治30年）福岡県田川郡上野村（現・福智町）の裕福な地主の家に生まれる。小倉師範学校を卒業後、地元の小学校で音楽教師をしていたが、ロシア音楽、特に国民楽派に傾倒していた彼は、1920年モスクワでの音楽研究を夢見て朝鮮に渡った。しかし、当時のロシアは革命後の混乱期で、ゆっくり音楽の研究ができる状態ではなかったため、朝鮮にとどまり、師範学校や公立学校の音楽教師をして時を待った。
1924年帰国。東京音楽学校選科（現・東京芸術大学大学院）で、音楽理論などを学ぶ。1926年頃から自作曲の発表やピアノ伴奏者としての活動を始める。1929年から竹早小学校で音楽教師を務める傍らで、数多くの楽曲を発表。1931年に佐藤義美の難解な童謡詩「ほろほろ鳥」に曲をつけ、また1934年に佐藤作詞の「グッドバイ」を発表して世に認められた。
1935年4月にポリドール・レコードの専属作曲家となり、1936年にキングレコードの専属作曲家となったのを機に河村光陽と改名。音楽教師を辞めて作曲に専念するようになる。この年に発表した山野三郎作詞の「うれしいひなまつり」が大ヒット、翌1937年に武内俊子作詞の「かもめの水兵さん」と続く。武内俊子との「赤い帽子白い帽子」「りんごのひとりごと」「雨傘唐傘」「船頭さん」など後世に残るものを含め、千曲を越える童謡を発表。大半の楽曲は長女の順子歌唱によるレコードで発表された。
1940年の夏には、富山放送局の依頼で、指揮が光陽、長女の順子が歌唱、次女の陽子がピアノ、三女の博子がヴァイオリンという編成のファミリーコンサートを開催し、ラジオ放送もされている（1938年以前から光陽は3人娘との演奏旅行を行なっていた）。1946年12月24日、胃潰瘍による出血のために急死。（49歳没）

## 主な作曲
- ほろほろ鳥（1931年）（作詞：佐藤義美）
- グッドバイ（1934年）（作詞：佐藤義美）
- うれしいひなまつり（1936年）（作詞：山野三郎）[4]
- かもめの水兵さん（1937年）（作詞：武内俊子）
- 赤い帽子白い帽子（1937年）（作詞：武内俊子）
- 早起き時計（1937年）（作詞：富原薫）
- 仲良し小道（1939年）（作詞：三苫やすし）[5]
- りんごのひとりごと（1940年）（作詞：武内俊子）
- 船頭さん（1941年）（作詞：武内俊子）
- 雨傘唐傘（作詞：武内俊子）
- ハワイ撃滅の歌（1942年）（作詞：時雨音羽）